# Santibáñez de Tera (kommunhuvudort)
Santibáñez de Tera är en kommunhuvudort i Spanien.   Den ligger i provinsen Provincia de Zamora och regionen Kastilien och Leon, i den nordvästra delen av landet, 250 km nordväst om huvudstaden Madrid. Santibáñez de Tera ligger 720 meter över havet och antalet invånare är 592.
Terrängen runt Santibáñez de Tera är huvudsakligen platt. Santibáñez de Tera ligger nere i en dal. Runt Santibáñez de Tera är det glesbefolkat, med 11 invånare per kvadratkilometer. Närmaste större samhälle är Santibáñez de Vidriales, 12,4 km nordväst om Santibáñez de Tera. Trakten runt Santibáñez de Tera består till största delen av jordbruksmark.